# Teateråret 1877

## Händelser

### September
- 27 september – Hälsingborgs Stads Teater invigs, med Friedrich von Flotows opera ” Martha”.

### Okänt datum
- Anne Charlotte Leffler skriver pjäsen Ebba Brahe som dock aldrig fullbordas.[1]

## Årets uppsättningar

### Maj
- 22 maj – Augusta Braunerhjelms pjäs Hvem? har urpremiär på Dramaten i Stockholm.[2]

## Födda
- 19 mars – Ivar Nilsson (död 1929), svensk skådespelare och tecknare.
- 28 juli – Gösta Hillberg (död 1958), svensk skådespelare.

## Avlidna
- 5 april – Sophie Dahl, 30, svensk balettdansös.
- 28 april – Charlotte Pousette, 45, svensk skådespelare.

### Fotnoter
1. ↑  Lauritzen 2012, s. 174
2. ↑  ”Dramawebben”. Arkiverad från originalet den 11 augusti 2010. https://web.archive.org/web/20100811224838/http://www.dramawebben.se/pjas/hvem. Läst 24 mars 2011.